# 4404 Enirac
4404 Enirac este un asteroid din centura principală, descoperit pe 2 aprilie 1987 de Alain Maury.